# 일곱 건의 살인에 대한 간략한 역사
《일곱 건의 살인에 대한 간략한 역사》(영어: A Brief History of Seven Killings)는 말런 제임스의 2014년 세 번째 장편소설이다. 자메이카의 팝 가수 밥 말리의 살해 사건을 서로 다른 시대의 다른 화자의 증언으로 다각도에서 조명한다. 대한민국에는 문학동네에서 강동혁 번역으로 출간되었다. 2015년 맨부커상을 수상했다.

## 작품 소개
밥 말리를 죽여라!
2015 맨부커상 수상작 『일곱 건의 살인에 대한 간략한 역사』 제1권. 레게 황제 ‘밥 말리 살해 기도’라는 1976년 12월의 실제 사건을 인물 중심, 즉 삶의 시점에서 풀어낸 작품이다. 자메이카인으로는 최초로, 캐리비안 지역 작가로는 1971년 V.S.나이폴의 수상 이래 두 번째로 맨부커상을 수상한 말런 제임스. 모국 자메이카, 영국 식민지배의 잔재, 미국 대중문화 등 다양한 문화적 배경 아래 작품을 집필해온 저자는 실제 사건을 모티브로 하여 자메이카의 혼란의 정치사를 76명의 등장인물과 13명의 화자를 등장시켜 각기 특유의 개성과 화법으로 창조해냈다.
1976년, 자메이카는 노동당과 인민국가당이라는 양대 정당이 극심한 정치적 분열을 일으키고 있었다. 당시 마이클 맨리 수상은 정치적 긴장을 누그러뜨리고자 슈퍼스타 밥 말리를 앞세워 ‘스마일 자메이카 콘서트’를 기획한다. 그리고 콘서트를 이틀 앞둔 12월 3일 밤, 공연 준비가 한창인 밥 말리의 집에 7명의 괴한이 급습한다.
작품은 13명의 화자가 일곱 건의 살인과 연루된 자신의 삶을, 그 사건이 지나고 나서도 기어이 이어지고 있는 자신의 삶과 흔적을 각자의 시선에서, 각자의 언어로 전하는 형식으로 구성되어 있다. 게토 소년, 마약상, 정치 깡패, CIA 요원, ‘롤링스톤’기자, 자메이카 탈출을 꿈꾸는 여인, 심지어 유령이 된 국회의원까지 경쟁하듯 자신의 시점에서 그날 밤을 재현한다.
자메이카는 평화를 위한 콘서트를 두 번이나 치러내지만 평화는 쉽사리 찾아오지 않는다. 갱들의 손엔 칼이나 날카로운 낫 대신 미국에서 공수한 총이 들려 있고 총격전은 일상이 된다. 게토의 마약상들은 콜롬비아의 메데인 카르텔과 손잡고 세를 넓혀 미국의 뉴욕, 마이애미 등지까지 진출한다. 자메이카에서 도망나와 미국으로 탈출하는 데 성공한 여인은 중산층 노인들의 간병인으로 일하며 온갖 차별을 감내한다. 잼다운의 삶, 그들이 뒤로하고 외면한 자메이카는 더 크고 악한 괴물이 되어 그들 앞에 버티고 서 있는데…….